# Villarino partido
Villarino egy partido Argentína középpontjától keletre, Buenos Aires tartományban. Székhelye Médanos.

## Népesség
A partido népessége a közelmúltban a következőképpen változott:
| Év   | Lakosság |
| ---- | -------- |
| 2001 | 26 377   |
| 2010 | 31 014   |